# Efraín Goldenberg Schreiber
Efraín Goldenberg Schreiber, de voornaam ook geschreven als Efraim (Lima, 29 december 1929), is een Peruviaans ondernemer en politicus. In de jaren negentig was hij premier van Peru en minister tijdens regeringen van president Alberto Fujimori.

## Levensloop
Goldenberg is een zoon van joodse immigranten. Na de basisschool ging hij naar het Colegio Anglo-Peruano (tegenwoordig het Colegio San Andrés) in Lima, waar hij schoolgenoot was van Gustavo Mohme Llona. Vervolgens studeerde hij van 1946 tot 1952 Geesteswetenschappen en Rechtsgeleerdheid aan de Nationale Universiteit van San Marcos.
Als ondernemer leidde hij een exportbedrijf. Daarnaast was hij voorzitter van de landelijke visserijvereniging (Sociedad Nacional de Pesquería) en directeur van het exportstimuleringsfonds (Fondo para la Promoción de Exportaciones).
Op 27 augustus 1993 werd hij Minister van Buitenlandse Zaken, waarmee hij de plaats innam van Óscar de la Puente. Na het aftreden van Alfonso Bustamante y Bustamante op 17 februari 1994 werd Goldenberg tot 27 juli 1995 benoemd tot premier van Peru. Zijn kabinet zat de eerste regering van Alberto Fujimori uit; de portefeuille van Minister van Buitenlandse Zaken hield hij in deze termijn ook aan. Op 10 oktober 1999 kwam hij opnieuw in de regering van Fujimori, ditmaal als minister van Economische Zaken en Financiën. In functie zat hij de tweede termijn van Fujimori uit.